# Elkem Silicones
Elkem Silicones, sous-division du groupe norvégien Elkem, est l’un des leaders du marché de la production de matériaux à base de silicone. Opérant à l'échelle mondiale, la société compte des employés en Europe, au Moyen-Orient, en Afrique, en Asie-Pacifique, en Amérique du Nord et en Amérique latine. Elkem Silicones, anciennement connue sous le nom de « Bluestar Silicones », changea de nom en 2017 (voir l'Histoire).

## Histoire

### Origines

#### Rhône-Poulenc
En 1944, les premiers essais en laboratoire eurent lieu à Saint-Fons. Ce qui conduit aux premières productions de silicones par Rhône-Poulenc en 1948. L'usine de Carrières qui correspond à l'actuel secteur sud de l'usine de Saint-Fons, fut construite en 1954.

#### Rhodia
Rhodia est le résultat de la scission des activités chimiques, fibres et polymères de Rhône-Poulenc lors de sa fusion avec la société allemande Hoechst en 1998.

#### Bluestar Silicones
Rhodia céda son activité de production de silicones à Bluestar (une société de ChemChina) en 2007, ce qui mena à la création de Bluestar Silicones.

### Elkem Silicones
Elkem Silicones naquit de la fusion de Bluestar Silicones et d'Elkem en 2015.
Renforcé par cette intégration, le groupe Elkem lança une offre publique initiale à la bourse d'Oslo en mars 2018.
La même année, la division silicone (Elkem Silicones) annonça la construction d'un nouveau centre de recherche et développement d'un montant de 25 millions d'euros sur son site de Saint-Fons. En 2019 et 2020, Elkem a acquis Basel Chemie et Polysil.

## Sites de production
Elkem Silicones possède deux sites de production en amont (Xinghuo et Roussillon), onze sites de fabrication en aval et treize centres de recherche et développement et laboratoires répartis dans le monde entier.

### Saint-Fons
L'usine de Saint-Fons (Rhône) est la plus ancienne. Avec environ 600 employés, l'usine était la plus grande unité industrielle d'Elkem Silicones jusqu'à l'acquisition de Xinghuo en 2015.

### Xinghuo
Détenu directement par China National Bluestar, Xinghuo est devenu en 2015 l'un des deux sites de production en amont d'Elkem Silicones. Ce site de fabrication emploie environ 1 500 personnes.

### Roussillon

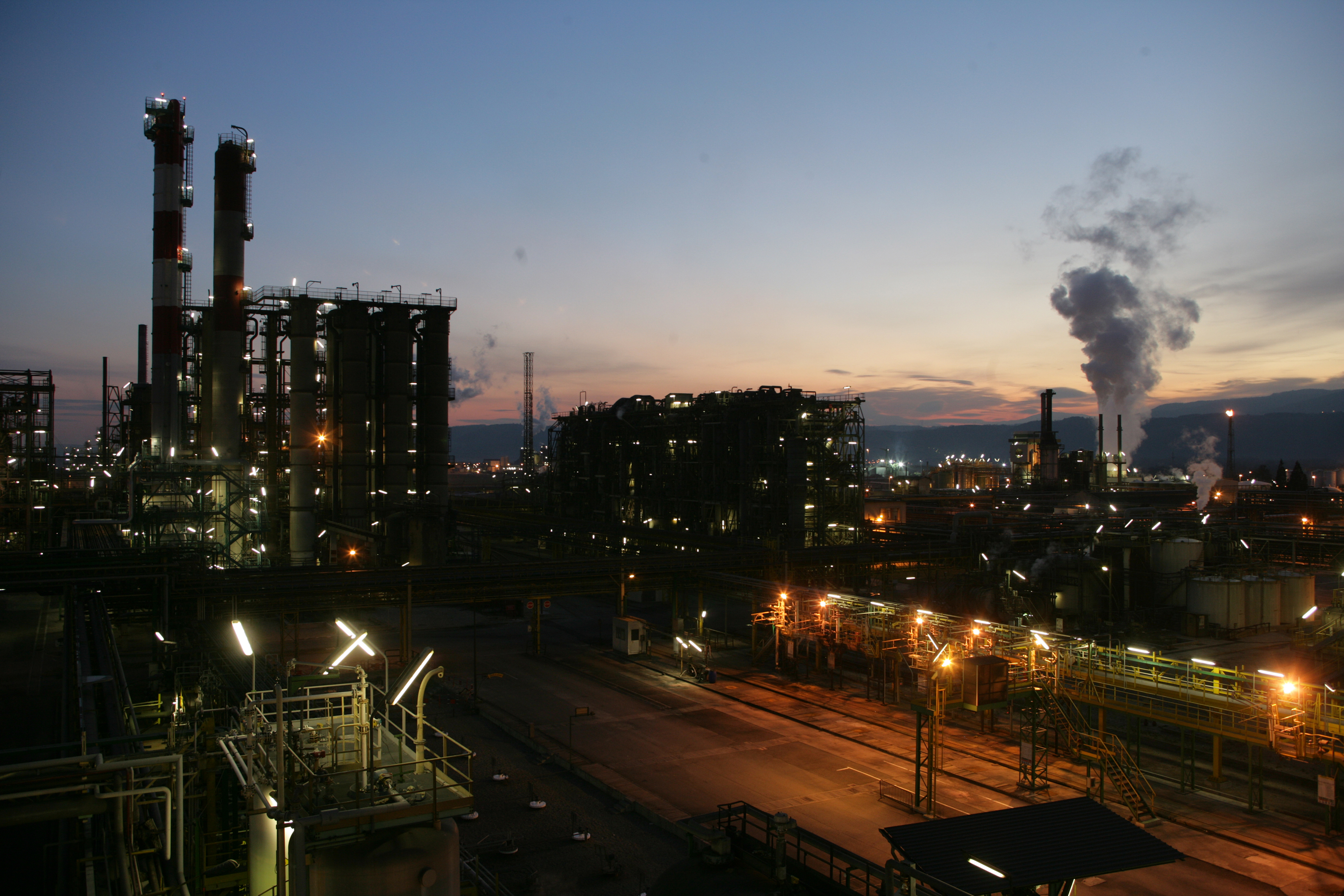
Roussillon : site de production en amont.

Basé en Isère, ce site ayant la capacité de produire environ 100 000 tonnes et emploie 150 personnes.

### Autres sites de production
Les autres sites de production d'Elkem Silicones sont Lübeck (Allemagne), Caronno (Italie), Santa Perpetua (Espagne), Joinville (Brésil), York (États-Unis), Janghang (Corée du Sud), Chakan (Inde), Guangdong et Shanghai (Chine).

### Accident industriel
- Le 28 juin 2016, incendie sur le site chimique Bluestar Silicones de Saint-Fons devenu Elkem Silicones : un salarié tué[9].

## Industries
Elkem Silicones est impliqué dans divers marchés et dans diverses industries où le silicone est un élément majeur dans la conception.
- Caoutchouc de silicone.
- Chimie.
- Construction.
- Cosmétique.
- Enduction textile.
- Étanchéité et collage.
- Fluides de spécialité.
- Médical.
- Moulage et tampographie.
- Revêtement anti-adhérent.
- Textile et cuir.